# Torjān
Torjān (persiska: تُرجان, تورجان, ترجان) är en ort i Iran.   Den ligger i provinsen Kurdistan, i den nordvästra delen av landet, 500 km väster om huvudstaden Teheran. Torjān ligger 1 619 meter över havet och antalet invånare är 780.
Terrängen runt Torjān är kuperad. Runt Torjān är det ganska glesbefolkat, med 50 invånare per kvadratkilometer. Närmaste större samhälle är Markhoz, 11,7 km öster om Torjān. Trakten runt Torjān består i huvudsak av gräsmarker.